# Font de l'Iern

La Font de l'Iern, respecte del terme d'Abella de la Conca

La Font de l'Iern, sovint escrit en els mapes com a Font del Iern, és una font del terme municipal d'Abella de la Conca, a la comarca del Pallars Jussà.
Està situada a 1.202 m d'altitud, al nord de lo Botant, al vessant meridional de la Serra de Carrànima, al nord-oest de lo Tronxet i a l'oest-nord-oest del Coll Travà, en una de les zones més feréstegues del terme.
Només és accessible per corriols que discorren per aquella zona, del tot despoblada des de fa molts anys.

## Etimologia
Joan Coromines explica Iern com a variant del nom propi Isern, d'origen preromà.